# ألبرت كناب
ألبرت كناب (بالألمانية: Albert Knapp)‏ هو كاتب وشاعر ألماني، ولد في 25 يوليو 1798 في توبينغن في ألمانيا، وتوفي في 18 يونيو 1864 في شتوتغارت في ألمانيا.

## وصلات خارجية
- ألبرت ناب على موقع ميوزك برينز (الإنجليزية)